# هارالد باير (سياسي)
هارالد باير (بالإسبانية: Harald Beyer)‏ هو اقتصادي وسياسي تشيلي، ولد في 2 أبريل 1964 في أوسورنو في تشيلي.